# نظرية إطار الأرض

## أطار الأرض
هو مفهوم دافع عنه نيكولاس جون سبيكمان، 

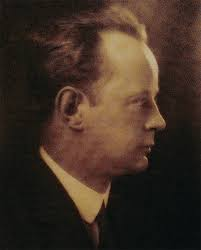
نيكولاس سبيكمان

 أستاذ العلاقات الدولية في جامعة ييل. بالنسبة له الجغرافيا السياسية هي تخطيط السياسة الأمنية لدولة ما من حيث عواملها الجغرافية. ووصف الحد البحري لبلد أو قارة؛ ولا سيما الحواف الغربية والجنوبية والشرقية المكتظة بالسكان للقارة الأوراسية.

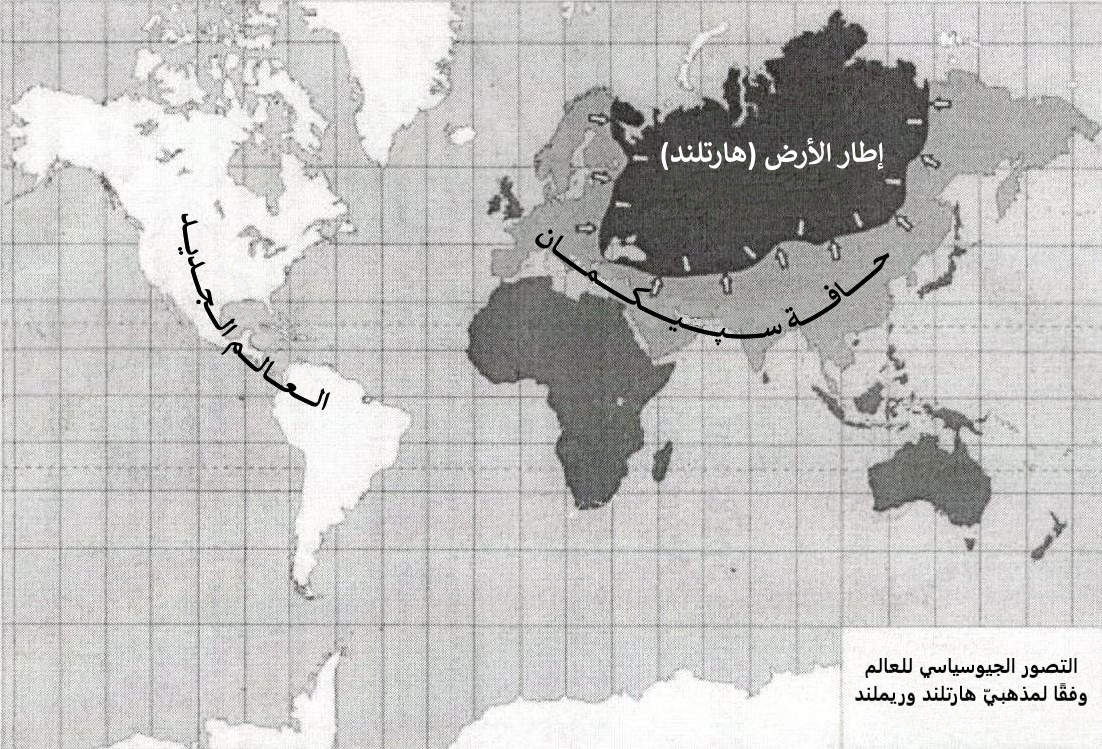
Хартленд и Римленд

انتقد ماكيندر بسبب المبالغة في تقدير هارتلاند قلب الأرض باعتبارها ذات أهمية إستراتيجية هائلة بسبب حجمها الكبير وموقعها الجغرافي المركزي وتفوق القوة البرية بدلاً من القوة البحرية. لقد افترض أن هارتلاند لن تكون مركزًا محتملاً لأوروبا، للأسباب التالية:

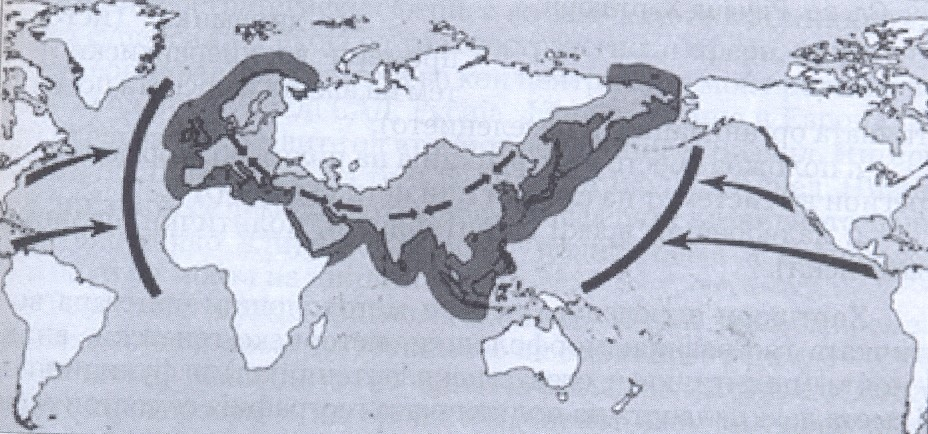
Spykman's Rimland-map

- كانت روسيا الغربية آنذاك مجتمعًا زراعيًا
- تم العثور على قواعد التصنيع إلى الغرب من جبال الأورال.
- هذه المنطقة محاطة من الشمال والشرق والجنوب والجنوب الغربي ببعض أكبر العوائق التي تحول دون النقل (الجليد ودرجة حرارة التجمد، وانخفاض الجبال وما إلى ذلك).
- لم يكن هناك في الواقع معارضة بسيطة بين القوة البرية والقوة البحرية.

اعتقد سبايكمان أن إطار الأرض، الشريط الساحلي الذي يحيط بأوراسيا، أكثر أهمية من منطقة آسيا الوسطى (ما يسمى هارتلاند قلب الأرض) للسيطرة على القارة الأوراسية. إن رؤية سبيكمان هي أساس «سياسة الاحتواء» التي وضعتها الولايات المتحدة موضع التنفيذ في علاقتها / موقفها مع الاتحاد السوفيتي خلال فترة ما بعد الحرب العالمية الثانية.
وهكذا، بدا له أن «هارتلاند قلب الأرض» أقل أهمية مقارنة بـ «ريملاند إطار الأرض».

## مفهوم
وفقًا لسبيكمان، «من يتحكم في ريملاند يحكم أوراسيا، من يحكم أوراسيا يتحكم في مصائر العالم».ت
تم تقسيم ريملاند، «الهلال الداخلي أو الهامشي» لهالفورد ماكيندر، إلى ثلاثة أقسام:
- أرض الساحل الأوروبي.
- العربية - أرض الصحراء الشرق أوسطية؛ و،
- أرض الرياح الموسمية الآسيوية.

- يحتوي ريملاند أو الهلال الداخلي على معظم سكان العالم بالإضافة إلى حصة كبيرة من موارد العالم. تقع ريملاند بين هارتلاند والبحار الهامشية، لذلك كانت أكثر أهمية من هارتلاند. وشملت آسيا الصغرى والجزيرة العربية وإيران وأفغانستان وجنوب شرق آسيا والصين وكوريا وشرق سيبيريا باستثناء روسيا.

تقع جميع البلدان المذكورة في المنطقة العازلة الواقعة بين القوة البحرية والقوة البرية.
كانت دول ريملاند دولًا برمائية تحيط بالقارات الأوراسية. 
قبل سبيكمان المبدأين السابقين كما هو محدد، ولكنة رفض التجميع البسيط للدول الآسيوية في «أرض موسمية» واحدة. علي أعتبار أن الهند وساحل المحيط الهندي والثقافة الهندية منفصلة جغرافيًا وحضاريًا عن الأراضي الصينية.
السمة المميزة لريملاند لأطار الأرض هي أنها منطقة وسيطة، تقع بين قلب الأرض والقوى البحرية الهامشية. كمنطقة برمائية عازلة بين القوى البرية والبحرية، يجب أن تدافع عن نفسها من كلا الجانبين، وهنا تكمن مشاكلها الأمنية الأساسية. يحمل مفهوم سبايكمان عن ريملاند إطار الأرض تشابهًا أكبر مع «منطقة الهامش» لألفريد ثاير ماهان مقارنة بهلال ماكيندر الداخلي أو الهامشي.
تتمتع الرملاند إطار الأرض بأهمية كبيرة نظرًا لوزنها الديموغرافي ومواردها الطبيعية وتطورها الصناعي. يرى سبايكمان أن هذه الأهمية هي السبب في أن منطقة ريملاند ستكون حاسمة لاحتواء القلب (في حين كان ماكيندر يعتقد أن الهلال الخارجي أو الجزري سيكون العامل الأكثر أهمية في احتواء هارتلاند قلب الأرض).

## القابلية للتطبيق
دعا إلى توحيد دول الأطار لضمان بقائها خلال الحرب العالمية الثانية. مع هزيمة ألمانيا وظهور الاتحاد السوفياتي، تم تبني آراء سبايكمان أثناء صياغة السياسة الأمريكية للحرب الباردة لاحتواء التوسع الشيوعي.
ولكن بما أن الدول داخل إطار الأرض كانت تتمتع بدرجات متفاوتة من الاستقلال، ومجموعة متنوعة من الأعراق والثقافة، فإنها لم تخضع لسيطرة أي قوة بمفردها.

## نقد
- لقد كانت نبوءة تحقق ذاتها.
- في مفهومه للقوة الجوية لم يتضمن استخدام الصواريخ الحديثة برؤوس حرب نووية.
- أطار الأرض ليست منطقة ولكنها وحدة، وإلا فهي مثال للتنوع الجغرافي.
- نظرية ريملاند منحازة للدول الآسيوية.
- لا تأخذ نظرية الرملاند الإطار في الاعتبار النزاعات المختلفة الجارية بين دولها المختلفة (الهند وباكستان، إلخ.)[4]